# Budziska (województwo pomorskie)
Budziska – wieś w Polsce w województwie pomorskim, w powiecie chojnickim, w gminie Czersk.
Wieś borowiacka, wchodzi w skład sołectwa Łąg-Kolonia.
W latach 1975–1998 miejscowość administracyjnie należała do województwa bydgoskiego.